# Авран лекарственный
Авра́н лека́рственный, или Авран апте́карский (лат. Gratīola officinālis) — травянистое растение; вид рода Авран семейства Подорожниковые. Широко распространён в Евразии и Северной Америке. Из-за своих ядовитых свойств находит применение в народной медицине. Проводятся эксперименты по использованию этого растения для лечения рака.
Народные названия — кровник, лихорадочная трава, мокрец, дрисливец.

## Биологическое описание

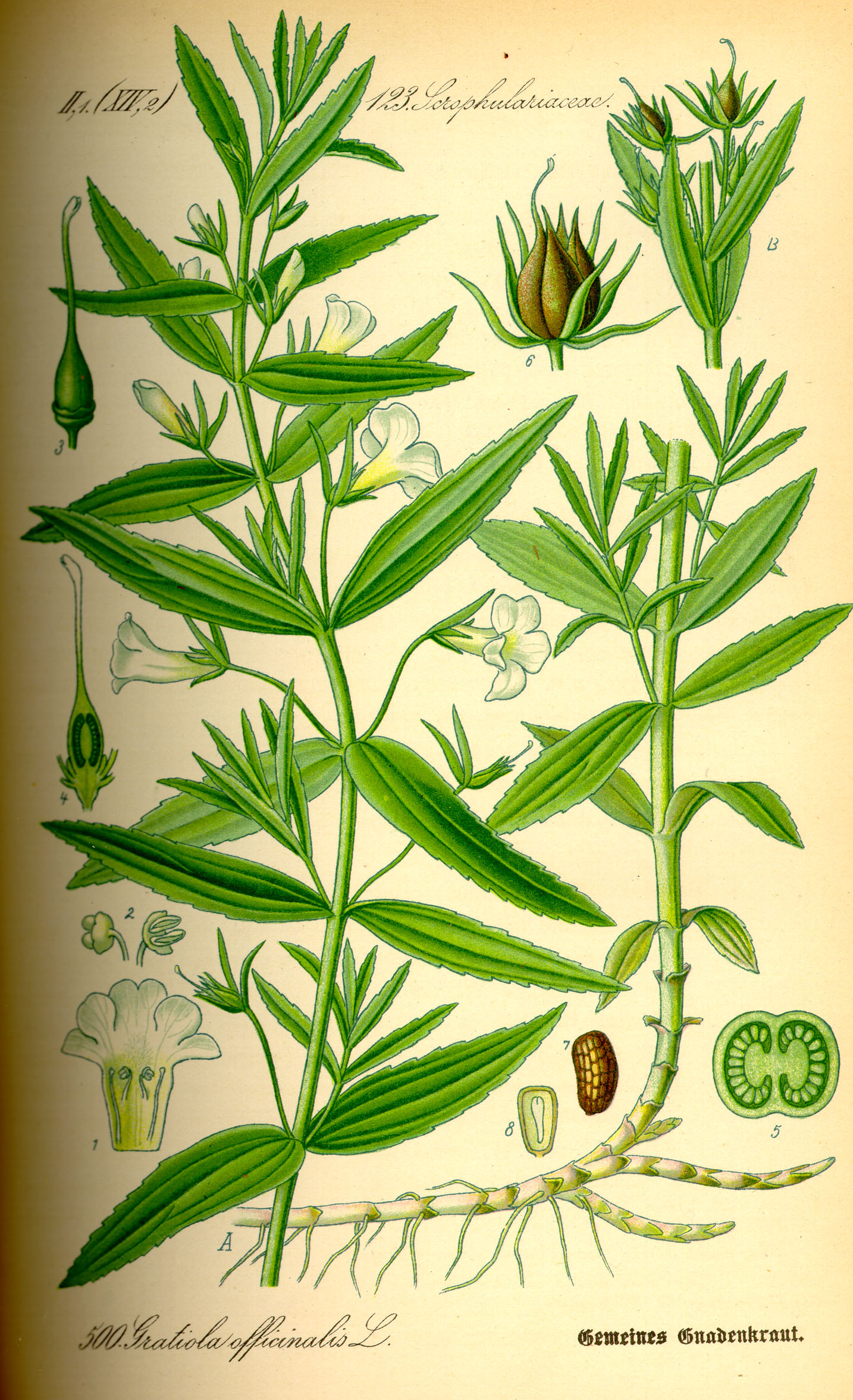

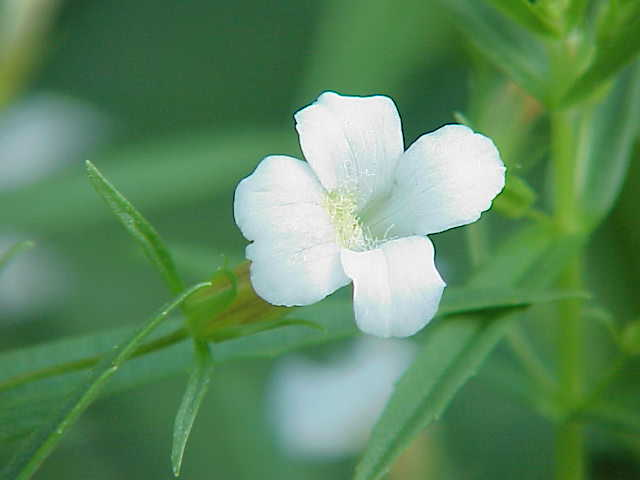
Цветок аврана лекарственного. Верхняя губа — из двух сросшихся лепестков, нижняя — из трёх, сросшихся только в основании. Заметны также длинные прицветные листья

Авран лекарственный — многолетнее травянистое растение высотой 15—60 см с ползучим членистым корневищем, которое покрыто бурыми чешуйками (редуцированными листьями).
Стебли прямостоячие, простые или ветвистые, в верхней части четырёхгранные. Листья супротивные, сидячие или полустеблеобъемлющие, ланцетные или широколанцетные, до 6 см длиной и 1,5 см шириной, острые, в верхней части зубчатые или пильчатые, с тремя дуговидными жилками, редко желёзисто-точечные.
Цветки располагаются одиночно в пазухах листьев. Цветоножки тонкие, с двумя длинными прицветниками при основании чашечки. Чашелистики и прицветники, как и листья, с редкими точечными желёзками. Чашечка пятидольная, с линейно-ланцетными долями, в два — три раза короче венчика. Венчик до 2 см длиной, с расширенной кверху желтоватой трубкой и почти двугубым отгибом, белым с редкими фиолетовыми жилками; верхняя губа выемчатая, нижняя — трёхлопастная. Трубка венчика в верхней части и основания лопастей покрыты с внутренней стороны длинными желтоватыми волосками. Тычинок четыре: две (передние) короткие и две длинные. Пестик с верхней двугнёздной завязью. Столбик один, по длине значительно превосходит тычинки, вверху изогнут. У основания столбика находится нектарный диск. Рыльце двулопастное (в виде язычков). Цветёт всё лето, с июня до сентября.
Плод — яйцевидная острая многосеменная буровато-коричневая коробочка, равная по длине чашелистикам. Семена многочисленные, мелкие, продолговатые, почти трёхгранные, бурые или коричневые, сетчато-морщинистые, около 0,8 мм длины. Вес 1000 семян 0,05 г. Плоды созревают, начиная с июля.

## Экология
Растёт по сырым лугам, болотам, берегам рек и водоёмов, также может встречаться на сырых песках.

## Распространение
Ареал растения очень обширен и охватывает значительную территорию Евразии и Северной Америки.
В России встречается в степной зоне и южной части лесной зоны европейской части, в Предкавказье и на юге Западной Сибири; ближе к северу растёт только по долинам крупных рек (Иртыша, Оби).

## Хозяйственное значение и применение
Растение ядовито.
В растении содержатся гликозиды: грациозид (грациолин) — ядовитое горькое аморфное вещество, и грациотоксин. Кроме того, в надземной части содержатся алкалоиды (0,2 %), сапонины, жирное масло, а также бетулиновая, дубильная и яблочная кислоты.
Домашние животные распознают авран лекарственный и на пастбищах его не поедают, но это растение может попасть к ним вместе с сеном и вызвать отравление. Особенно чувствительны к аврану лошади.
Приём внутрь больших доз настойки травы действует сильно послабляюще, вызывая раздражение слизистой оболочки желудка и кишечника, рвоту, понос с коликами и кровью, а также судороги и коллапс. Малые дозы настойки вызывают повышение чувствительности зрения к зелёному цвету, а большие — полную невосприимчивость к зелёной части спектра. Спиртовая вытяжка из листьев в эксперименте оказывает на сердце действие, подобное наперстянке. Корни растения обладают выраженным рвотным, слабительным и мочегонным действием.
Трава аврана применяется в народной медицине при сердечной недостаточности, болезнях печени и селезёнки, при геморрое, атонии кишечника, нарушении менструаций, наружно при хронических заболеваниях кожи (сыпях), чесотке, застарелых язвах, костоеде, расширении вен и подагре, а также как слабительное, мочегонное и противоглистное средство.